# Sierra de Nanchititla
El Parque Natural de Recreación Popular denominado "Sierra de Nanchititla" es un área natural protegida en México ubicada en Luvianos, al sur del Estado de México. Es parte de la región de Tierra Caliente, siendo este el lugar hábitat de diversas especies de flora y fauna endémicas y con un alto valor ecológico por su rica varidad de ecosistemas. Ocupa gran parte del municipio de Luvianos y  una pequeña porción del municicpio de Tejupilco. Tiene una extensión de 67,410 hectáreas y una su altitud oscila entre los 410 a 2080nsnm.

## Historia
Fue creado el 10 de diciembre de 1977 como Área Natural Protegida dentro del municipio de Tejupilco, pero a partir de 2002 se creó el municipio de Luvianos el 1 de enero pasando a formar casi la totalidad del área natural protegida dentro del nuevo municipio.

## Flora
La Sierra de Nanchititla se encuentra entre dos ecosistemas principales, el bosque de Pino-Encino y la Selva baja caducifolia, el primero se caracteriza por ser un bosque compuesto principalmente por pinos denominados ocotes en las partes altas de la sierra, por otro lado la Selva baja caducifolia se encuentra en las partes medias y bajas del sistema montañoso. Las principales especies de flora que podemos encontrar son:
Pino Coyote (Pinus pringlei), Pino ocote (Pinus oocarpa), Cucharo (Quercus urbanii), Encino amarillo (Q. magnolifolia), Copal santo (Bursera bipinnata), Amate amarillo (Ficus petiolaris), Falsa vainilla (Barleria oenotheroides), Algodoncillo tropical (Asclepias
curassavica), Zacate minero (Koanophyllon monanthum), Mal de ojo (Zinnia elegans), Algodón silvestre (Cochlospermum vitifolium), Bromelia (Hechtia glabra), Copal (Bursera ariensis), Pitahaya (Selenicereus ocamponis) 

## Fauna
La fauna de la Sierra de Nanchititla está compuesta por diferentes especies de mamíferos, reptiles y aves entre las que podemos mencionar:
Mamiferos
Murciélago Lengüetón (Glossophaga soricina), Coyote (Canis latrans), Puma (Puma concolor), Cuinique (Spermophilus adocetus), Mapache (Procyon lotor), Tejón (Taxidea taxus), Conejo serrano (Sylvilagus floridanus), Cacomixtle (Bassariscus astutus), Armadillo (Dasypus novemcinctus) y Ardillas (Otospermophilus variegatus) entre otras.
Reptiles
Iguana mexicana de cola espinosa (Ctenosaura pectinata),
Tortuga casquito de burro (Kinosternon integrum), Culebra rayada occidental (Rhadinaea hesperia), Ranita de pastizal (Exerodonta smaragdina), Rana Leopardo de Forrer (Lithobates forreri), Tlaconete pinto (Isthmura bellii), Falsa coralillo (Lampropeltis polyzona), Cascabel Tropical del Pacífico (Crotalus culminatus), Lagarto de Chaquira
(Heloderma horridum).
Aves
Colibrí garganta verde (Lampornis viridipallens), Cuervo común (Corvus corax), Codorniz Coluda Transvolcánica (Dendrortyx macroura), Zopilote aura (Cathartes aura), Aguililla negra menor (Buteogallus anthracinus), Tecolote del Balsas (Megascops seductus), Halcón mexicano (Falco mexicanus).